# Ramal ferroviario Valentín Gómez-Quemú Quemú-Winifreda
El ramal Valentín Gómez - Quemú Quemú - Winifreda pertenece al Ferrocarril Domingo Faustino Sarmiento, Argentina.

## Ubicación
Se halla en las provincias de Buenos Aires y La Pampa a través del partido de Rivadavia en Buenos Aires, y por los departamentos Quemú Quemú y Conhelo en La Pampa. Tiene una extensión de 121 km uniendo las localidades de Valentín Gómez y Winifreda.

## Servicios
Es un ramal secundario de la red, no presta servicios de pasajeros ni de carga. Sin embargo sus vías están concesionadas a la empresa FerroExpreso Pampeano. Sólo se encuentra activa la estación Quemú Quemú para formaciones de carga que transitan entre Rosario y Bahía Blanca.

## Historia
El ramal fue construido por la empresa Ferrocarril Oeste de Buenos Aires en 1915.